# 2017年武隆地震
2017年武隆地震是2017年11月23日17:43:33发生于中国重庆市武隆区的一场地震，震中位于东经107.94度，北纬29.40度，震级为Ms 5.0级，震源深度约为10千米。截至23日21时，地震共导致6人轻伤，直接经济损失超4000万元，造成武隆区、彭水苗族土家族自治县1.1万人受灾，近3800间房屋不同程度损坏。发生地震的重庆市武隆区距离重庆主城区近200公里。四川达州、南充等地，重庆市主城区、合川区等地震感明显。

## 救援与响应
重庆市地震局启动应急救灾三级应急响应，重庆市地震应急救援队做好了赴灾区准备。11月26日，重庆市地震局终止地震三级响应。重庆市民政局派出工作组前往武隆区查看灾情，检查指导当地开展救灾工作，调拨救灾帐篷500顶、大衣500件、棉被1000床。国网重庆武隆区供电公司启动应急响应预案，抢修受到地震影响而停电的240户居民的电力供应，11月24日7时40分，已恢复供电。
中国铁路成都局集团有限公司紧急采取措施，封锁受影响线路区间，受影响的旅客列车车次包括：重庆北至广州K775次，重庆北至汕头K687次，成都至广州K191次，上海南至重庆北K74，湘潭至成都Y74。
重庆市武隆喀斯特旅游（集团）有限公司称武隆地震未对世界自然遗产天生三桥、芙蓉洞、仙女山等武隆主要景区造成影响。